# Frederik Peter Grünwaldt
Frederik Peter Grünwaldt (3. august 1840 i København – 10. marts 1923 sammesteds) var en dansk officer, kunstner og kunstsamler.
Grünwaldt var søn af toldassistent, krigsassessor Andreas Peter Grunwaldt (1809-1866) og Caroline Margrethe født Kyhorn (1813-1873), begyndte at male 1858 og blev samme år landkadet, 1861 sekondløjtnant, besøgte derpå Kunstakademiets skoler fra den 1. oktober 1861, blev i januar 1863 elev på modelskolen, men forlod denne på grund af krigen i 1864, under hvilken han udmærkede sig i slaget ved Dybbøl og blev udnævnt til Ridder af Dannebrog. Han blev premierløjtnant 1867, kaptajn 1879, med ophold i Fredericia indtil 1891, derefter i København, og gik af 1892.
I 1870 havde han udstillet et landskab med køer, men hindredes af tjenesten i kunstnerisk virksomhed, indtil han i 1894-95 atter udstillede et par figurbilleder i landskabelig omgivelse med motiver fra Københavns Befæstnings historie. Han fravalgte den kunstneriske karriere til fordel for den militære, og hans produktion er sparsom. Til gengæld fik han betydning som kunstkender. Grünwaldt var rådgiver for vennen Johannes Hage ved mange af indkøbene til Nivaagaardsamlingen, og han erhvervede sig bl.a en samling af J.Th. Lundbyes tegninger, som i dag befinder sig i Den Hirschsprungske Samling. 
Han ægtede den 14. december 1872 Victoria Angelica Schorn f. Haas, datter af vekselmægler Peter Haas og Henriette f. Wengel.
Han er begravet på Garnisons Kirkegård.